# Інцидент 15 травня

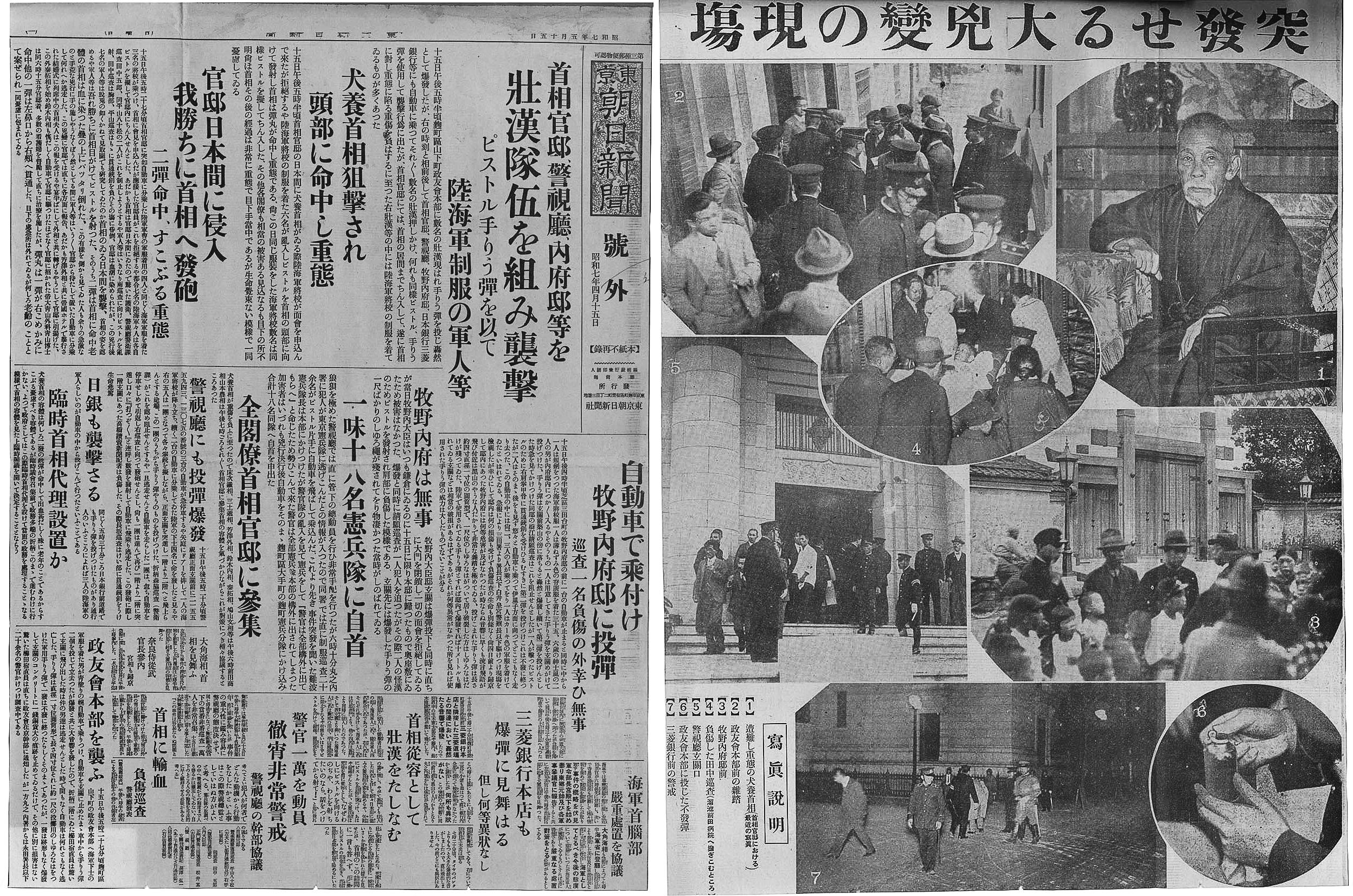
Газета "Tokyo Асахі Сімбун описує інцидент 15 травня та вбивство прем’єр-міністра Японської імперії Інукая Цуйоші

Інцидент 15 травня (яп. 五・一五事件) — спроба державного перевороту в Японській імперії яка була здійснена 15 травня 1932 року, ця спроба була здійснена японськими реакційними елементами які служили в  імперському флоті Японської імперії, а також за підтримки кадетів цього ж флоту. Також імператорська армія Японської імперії та залишки японської ультранаціоналістичної групи «Ліги крові» вбили Прем'єр-міністра Японської імперії пана Інукаї Цуйосі, його вбили 11 японських молодих військово-морських офіцерів. Подальший судовий процес і  підтримка японського населення призвели до винесення судом надзвичайно легких вироків для вбивць, це призвело до зростання сили японського мілітаризму та послаблення демократії та верховенство права в Японській імперії.

## Передумови
Ратифікації Японською імперією  Лондонського морського договору 1930 року, призвело до обмеження чисельності  імперського флоту Японської імперії, що своєю чергою призвело до того що серед молодшого японського офіцерського корпусу виріс рух за повалення цивільного уряду Японської імперії та заміну його військовим правлінням. Цей рух мав паралелі в окремому японському таємному товаристві «Сакуракай», яке було організоване вімператорській армії Японської імперії. Морські офіцери встановили контакти з японським ультранаціоналістом паном Ніссьо Іноуе та створеної ним «Лігою крові», ці молоді офіцери погодилися з філософією пана Ніссьо Іноуе, відповідно до якої для здійснення «реставрації Сьова» необхідно було б убити провідних японських політичних і бізнес-діячів (Дзайбацу).
У 1932 році в Японській імперії під час так званого «Інциденту Корпусу Кровавої Застави» вищезгадана група Ніссьо Іноуе вдалося 9 лютого 1932 року вбити лише колишнього міністра фінансів Японської імперії й голову японської політичної партії «Конституційно-демократична партія (Японська імперія)» пана Іноуе Джунноске та 5 березня 1932 року генерального директора холдингової компанії Mitsui пана Такуму Дана. Хоча їм вдалося вбити лише двох високопоставлених лідерів, все ж таки первинною ціллю групи було вбивство двадцяти японських фінансових і політичних лідерів.

## Інцидент

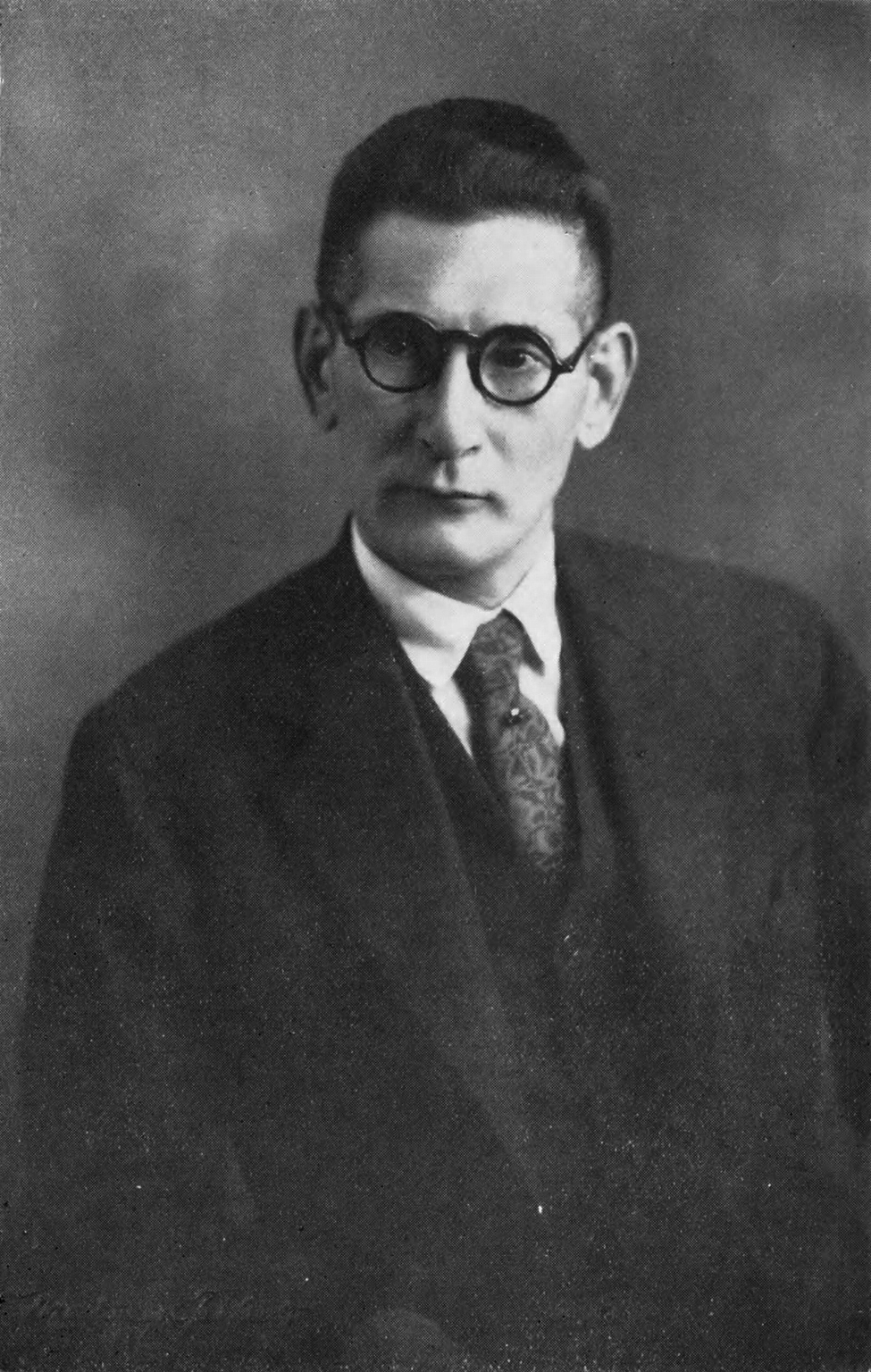
Шумей Окава

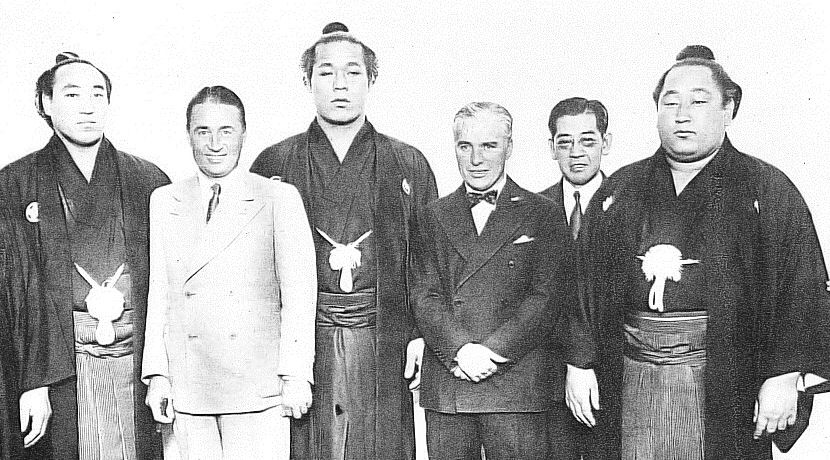
Чаплін (третій справа) і борці сумо приблизно під час інциденту.

15 травня 1932 року японські морські офіцери за допомогою армійських кадетів і японських правих цивільних елементів (включаючи японських правих політиків  Шумей Окаву, Тояма Міцуру і Козабуро Тачібану) влаштували власну спробу завершити те, що було розпочато під час вищезгаданого «інциденту Ліги крові».
Прем'єр-міністра Японської імперії пана Інукая Цуйосі застрелили одинадцять японських молодих морських офіцерів (більшості з них щойно виповнилося двадцять років) це політичне вбивство було вчинено у резиденції прем'єр-міністра Японської імперії. Останніми словами пана Інукая Цуйосі були приблизно такі «Якби я міг говорити, ви б зрозуміли» (яп. 話せば分かる) на що його вбивці відповіли «Діалог марний» (яп. 問答無用).
Початковий план політичних вбивств передбачав також убивство відомого британського актора кіно Чарлі Чапліна, який прибув до Японської імперії 14 травня 1932 року, це вбивство планувалось вчинити під час аудієнції Чапліна, до прем'єр-міністра Японської імперії Інукая Цуйосі. «Ці активісти, прагнучи привести в політику негативістський дух Ямато, визнали насичену політичну природу масової культури». Вбивство актора Чапліна повинно було сприяти війні з США, занепокоєнню в Японській імперії та призвело б до «реставрації» в ім’я японського імператора. Коли прем'єр-міністра Японської імперії було вбито, його син Інукай Такеру дивився матч сумо з Чарлі Чапліним, що, ймовірно, врятувало їм обом життя.
Замовники також напали на резиденцію лорда-зберігач Таємної печатки Японії пана Макіно Нобуакі, який також був головою політичної партії «Асоціація друзів конституційного правління», і кинули ручні гранати в штаб-квартиру Mitsubishi банк в столиці Японської імперії, місті Токіо та в кілька електротрансформаторних підстанцій.
Окрім вбивства чинного на той час прем'єр-міністра Японської імперії спроба державного перевороту закінчилася невдачею, і повстання в цілому зазнало провалу. Врешті-решт учасники змови  сіли в таксі та поїхали до штаб-квартири японської поліції та добровільно здалися службі безпеки сухопутних військ імператорської армії Японської імперії, більш відомої як «Кемпейтай».

## Наслідки
Одинадцять японських офіцерів, які були причетні до вбивства прем'єр-міністра Японської імперії пана Інукая Цуйосі, були віддані під військовий суд. Під час судового процесу обвинувачені використали цей судовий процес як платформу (майданчик), щоб проголосити свою лояльність до імператора Японської імперії та викликати в японському народі співчуття, вони також закликали до реформ уряду та економіки Японської імперії. До кінця судового процесу над ними, вищезгаданий суд отримав 110 000 прохань про їх помилування, підписаних або написаних повністю кров’ю, від співчуваючих з усієї Японської імперії, які благали про м’який вирок для обвинувачуваних. Крім того, дев’ятеро японських молодих людей з міста Ніігата попросили, щоб їх судив суд замість обвинувачених, і надіслали суду банку з їх дев’ятьма відрізаними мізинцями, які були замаринованими. це було зроблено як жест своєї щирості.
Покарання, винесене обвинувачуваним судом, було надзвичайно легким, і японська преса майже не сумнівалася, що вбивці прем'єр-міністра Японської імперії пана Інукая Цуйосі будуть звільнені через пару років, якщо не раніше. Неспроможність суду суворо покарати змовників і виконавців політичних вбивств  під час інциденту 15 травня ще більше підірвало принцип верховенства права та повноваження та авторитет демократичного уряду Японської імперії, щоб протистояти японським військовим колам. Також як наслідок це призвело до майбутнього інциденту в Японській імперії який відомий в історії як інциденту 26 лютого та посиленню японського мілітаризму.

## Популярна культура
- Цей інцидент детально обговорюється в 5 епізоді 2 сезону серіалу «Привид в обладунках: Автономний комплекс» (2004) [7]

## зовнішні посилання
- Довідкова бібліотека національної дієти